# Catarata Yumbilla
Catarata Yumbilla – wodospad w północno-zachodnim Peru, w regionie Amazonas, w prowincji Bongará, w dystrykcie Cuispes. Mierzy 895,48 m wysokości, co czyni go 5. najwyższym wodospadem na świecie, trzecim w Ameryce Południowej, po wenezuelskim Salto Angel (979 m) i również peruwiańskim Cataratas las Tres Hermanas (914 m).
Pomiar wysokości wykonał laserowo Narodowy Instytut Geograficzny Peru (Instituto Geográfico Nacional) w listopadzie 2007 r. W grudniu tego roku minister handlu zagranicznego i turystyki Mercedes Aráoz oficjalnie ogłosiła wynik pomiaru. Podano wtedy do publicznej wiadomości, że jest on trzecim co do wysokości wodospadem na świecie. Szczyt wodospadu położony jest na wysokości 2723,548 m n.p.m., natomiast podstawa na wysokości 1828,064 m n.p.m. Jest to wodospad kaskadowy, o 4 progach. Charakteryzuje się małym przepływem. Woda spływa jedną, wąską strugą. Jej średnia szerokość wynosi 8 m, maksymalna – 15 m. Podłoże skalne zbudowane jest głównie z wapienia.
Strumień tworzący wodospad bierze początek w jaskini Cueva San Francisco de Yumbilla, położonej w odległości około jednego kilometra. Jej głębokość jest nieznana. Mieszkańcy pobliskich osad dotarli do około 250 m w głąb jaskini. Wejście do niej ma 5 m wysokości i 9 m szerokości.
Wodospad usytuowany jest na obszarze wilgotnego lasu równikowego. Pokrycie skalnego pasa wodospadu roślinnością wynosi 50–75%. Jest to głównie roślinność drzewiasta. W okolicy wodospadu rośnie wiele gatunków storczyków. Objęty jest projektowanym obszarem ochrony regionalnej (área de conservación regional) o powierzchni 25 381,83 ha, obejmującym, oprócz Yumbilla, dodatkowo dwa wodospady w regionie Amazonas – Gocta i Chinata. Projekt ma na celu zachowanie bioróżnorodności. Wśród gatunków zwierząt występujących na tym obszarze są m.in. lodigezja i wełniak żółty.
W języku keczua słowo yumbillo oznacza zakochane serce i nawiązuje do kształtu jednego z progów skalnych.